# 石川悌二
石川 悌二（いしかわ ていじ、1916年8月24日 - 1987年）は、日本の作家、文学・地理研究家。

## 人物・来歴
台湾・台北生まれ、東京出身。1943年早稲田大学文学部国文科卒。1947年「魚紋」を発表して小説家を志し、1973年「近代作家の基礎的研究」を刊行。東京都公文書館主任調査員の傍ら、ライフワークとして「江戸東京坂道辞典」「東京の橋」などを執筆した。 

## 著書
- 『東京の坂道 生きている江戸の歴史』新人物往来社, 1971
- 『近代作家の基礎的研究』明治書院, 1973
- 『東京・山の手の坂下町の橋 東京歴史散歩』池田書店, 1976
- 『東京の橋 生きている江戸の歴史』新人物往来社, 1977
- 『夏目漱石 その実像と虚像』(国文学研究叢書) 明治書院, 1980
- 『江戸東京坂道事典』新人物往来社, 1998.2